# Kondoři
Kondoři jsou skupina velkých mrchožravých ptáků, kteří obývají Severní a Jižní Ameriku. Ekologická a morfologická podobnost supům je důsledkem konvergentní evoluce a kondoři jsou spíše spojováni s dravci – mohou být klasifikováni jako jejich sesterská skupina (řád Cathartiformes) nebo jako dravčí bazální čeleď kondorovití (Cathartidae). Je známo sedm recentních druhů v pěti rodech. Největší druhová diverzita nastává v neotropické oblasti. Kondoři žijí v různých biotopech od pouštních kaňonů přes husté pralesy v povodí Amazonky po vysokohorské oblasti And.
Jedná se o mohutné dravé ptáky. Největší zástupce kondor andský dosahuje váhy kolem 15 kg a jeho rozpětí křídel může být až 3,2 m, což z něj činí jednoho z největších ptáků schopných letu. Opeření kondorů bývá většinou tmavé, hlava a krk jsou neopeřené, takže lze dobře vidět pestrobarevnou holou kůži. Statný zobák s ostrými hranami je uzpůsoben trhání masa. Kondoři se živí především mršinami, menší druhy kondorů (hlavně z rodu Cathartes) mohou ulovit i drobnější obratlovce nebo hmyz. Většina kondořích populací je stálá, pouze severoamerické poddruhy kondora krocanovitého na zimu hromadně táhnou ze středních oblastí Severní Ameriky na jih.
Většina kondorů není v ohrožení, avšak kondor kalifornský je kriticky ohrožený a kondor andský je hodnocen jako zranitelný. Oba druhy trápí sekundární otravy, zejména po pozření otrávených zdechlin. Kondoři zaujímají významné místo v kulturách předkolumbovské Ameriky, ve kterých byli spojováni se spiritualitou a smrtí. Kondoři dodnes tvoří důležitou součást identity obyvatelů And a jsou vyobrazeni na státních znacích Bolívie, Kolumbie, Chile a Ekvádoru.

## Systematika
Za formální autoritu čeledi kondorovití (Cathartidae) se považuje francouzský ornitolog Frédéric de Lafresnaye, který v roce 1839 vytyčil podčeleď Cathartinae. Název čeledi pochází z řeckého kathartés neboli „čistič“. Český název „kondor“ (anglicky condor, španělsky cóndor) pochází z kečuánského cuntur, což je název pro kondora andského.
Taxonomické snahy o zařazení kondorů do širší systematiky ptáků mají komplikovanou historii. V Sibleyho a Ahlquistově systému byli za nejbližší příbuznou skupinu kondorů identifikováni čápi (Ciconiiformes). Ke společným biologickým znakům čápů a kondorů patří například urohydróza neboli močení na neopeřené části nohou, což pomáhá s termoregulací díky vysokému množství množství krevních cév v nohách. Pozdější genetické studie nicméně příbuznost s čápy vyvrátily.
Podle moderních výzkumů kondoři spadají do stejného kladu jako srostloprstí (Coraciiformes), šplhavci (Piciformes), sovy (Strigiformes) a dravci (Accipitriformes). Řada rozsáhlých studií přitom klade kondory do sesterského vztahu právě k dravcům (v takovém případě se hovoří o kondorech jako o řádu Cathartiformes) nebo je považuje za čeleď Cathartidae v rámci dravců. V takovém případě kondoři typicky zaujímají bazální postavení v rámci dravců, tzn. utvářejí sesterskou skupinu ke všem ostatním dravcům. IOC World Bird List považuje kondory za čeleď, zatímco databáze Birds of the World za řád.

### Vnitřní systematika
Fylogenetická analýza z roku 2013 identifikovala v rámci kondorů dvě hlavní linie. Ta první zahrnuje kondora havranovitého (Coragyps atratus) spolu se třemi druhy z rodu Cathartes (kondor krocanovitý, menší a větší). Do druhé linie taxonomicky spadá kondor královský (Sarcoramphus papa), kalifornský (Gymnogyps californianus) a andský (Vultur gryphus). Seznam současných druhů a jejich rozšíření zobrazuje následující tabulka:
| Rod                        | Běžné a vědecké jméno                      | Obrázek | Rozšíření |
| -------------------------- | ------------------------------------------ | ------- | --- |
| Coragyps Le Maout, 1853    | kondor havranovitý Coragyps atratus        |         | Od Jižní Ameriky po jih Spojených států amerických                                                                                   |
| Cathartes Illiger, 1811    | kondor krocanovitý Cathartes aura          |         | Od Jižní Ameriky po jižní Kanadu |
| Cathartes Illiger, 1811    | kondor menší Cathartes burrovianus         |         | Od Jižní Ameriky po Mexiko Chován ve třech evropských zoologických zahradách, mimo jiné v Zoo Praha.                                 |
| Cathartes Illiger, 1811    | kondor větší Cathartes melambrotus         |         | Povodí Amazonky |
| Gymnogyps Lesson, 1842     | kondor kalifornský Gymnogyps californianus |         | Kalifornie a části severní Arizony; dříve po celém západním pobřeží Severní Ameriky a v pleistocénu po většině území Severní Ameriky |
| Vultur Linnaeus, 1758      | kondor andský Vultur gryphus               |         | Andy |
| Sarcoramphus Duméril, 1805 | kondor královský Sarcoramphus papa         |         | Od severní Argentiny po jižní Mexiko                                                                                                 |

### Evoluce

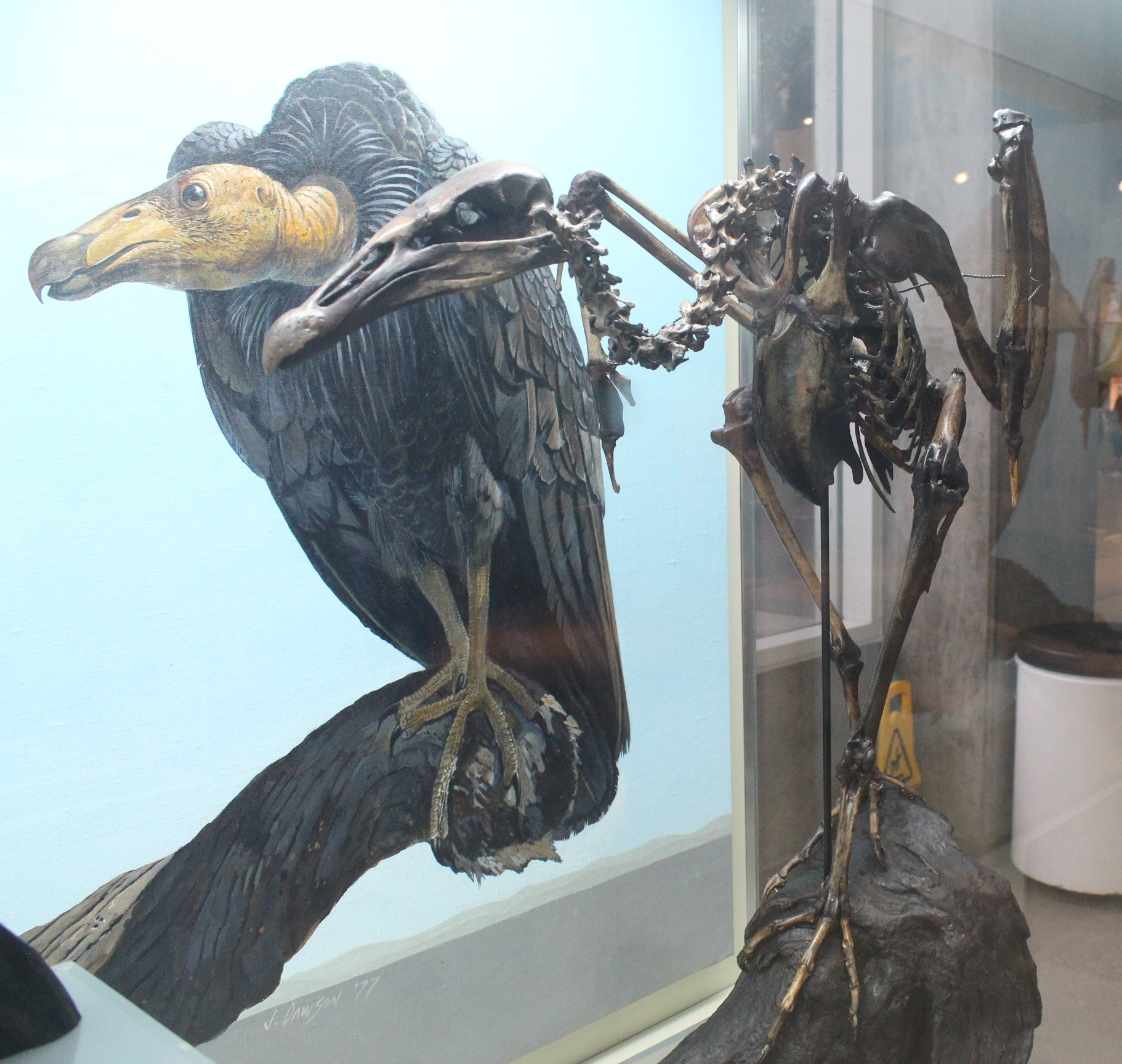
Kostra vyhynulého zástupce kondorů z rodu Breagyps

Evoluční počátky kondorů sahají již do raného paleogénu do doby před zhruba 61 miliony lety. Počátky linií, ze kterých pochází současné druhy kondorů, sahají do pozdního miocénu do doby před asi 11 miliony lety. I když kondoři morfologicky i ekologicky nápadně připomínají supy, nejedná se o jejich blízké příbuzné. Podobnost se supy je učebnicovým případem konvergentní evoluce, během které se nepříbuzné druhy vyvíjejí pod podobnými selekčními tlaky, takže se postupně vyvinou vizuálně i behaviorálně podobné druhy. Dnešní kondoři a supi jsou geograficky odděleni, avšak fosilní nálezy ukazují, že ne vždy tomu tak bylo. Jsou známy jak fosilní druhy supů z amerického kontinentu, tak fosilní zástupci kondorů z Evropy.
Není zcela vyjasněno, kde se první kondoři vyvinuli. Nejstarší fosilie kondorů z eocénu jsou známy ze Severní Ameriky i z Evropy. Podle starší hypotézy z roku 1987, založené na fosilních nálezech lze původ kondorů vystopovat do Severní Ameriky, odkud kondoři ve středním pliocénu krátce před počátkem Velké americké výměny kolonizovali Jižní Ameriku. Tuto hypotézu však rozporovala studie z roku 2023, podle které se při nejmenším současné druhy kondorů původně vyvinuly v Jižní Americe. Nasvědčují tomu jak genetická data, tak fosilní nálezy z přelomu eocénu a miocénu z Brazílie. Z hlediska dnešní druhové diverzity byl důležitý střední miocén, kdy došlo hned ke dvěma významným událostem. Tou první byla kolonizace Andského pohoří částí populace tehdejších kondorů, která dala vzniknout dnešnímu kondoru andskému. Druhým významným miocenním momentem bylo osídlení severnějších oblastí Severní Ameriky, kde se postupně vyvinul kondor kalifornský a havranovitý.

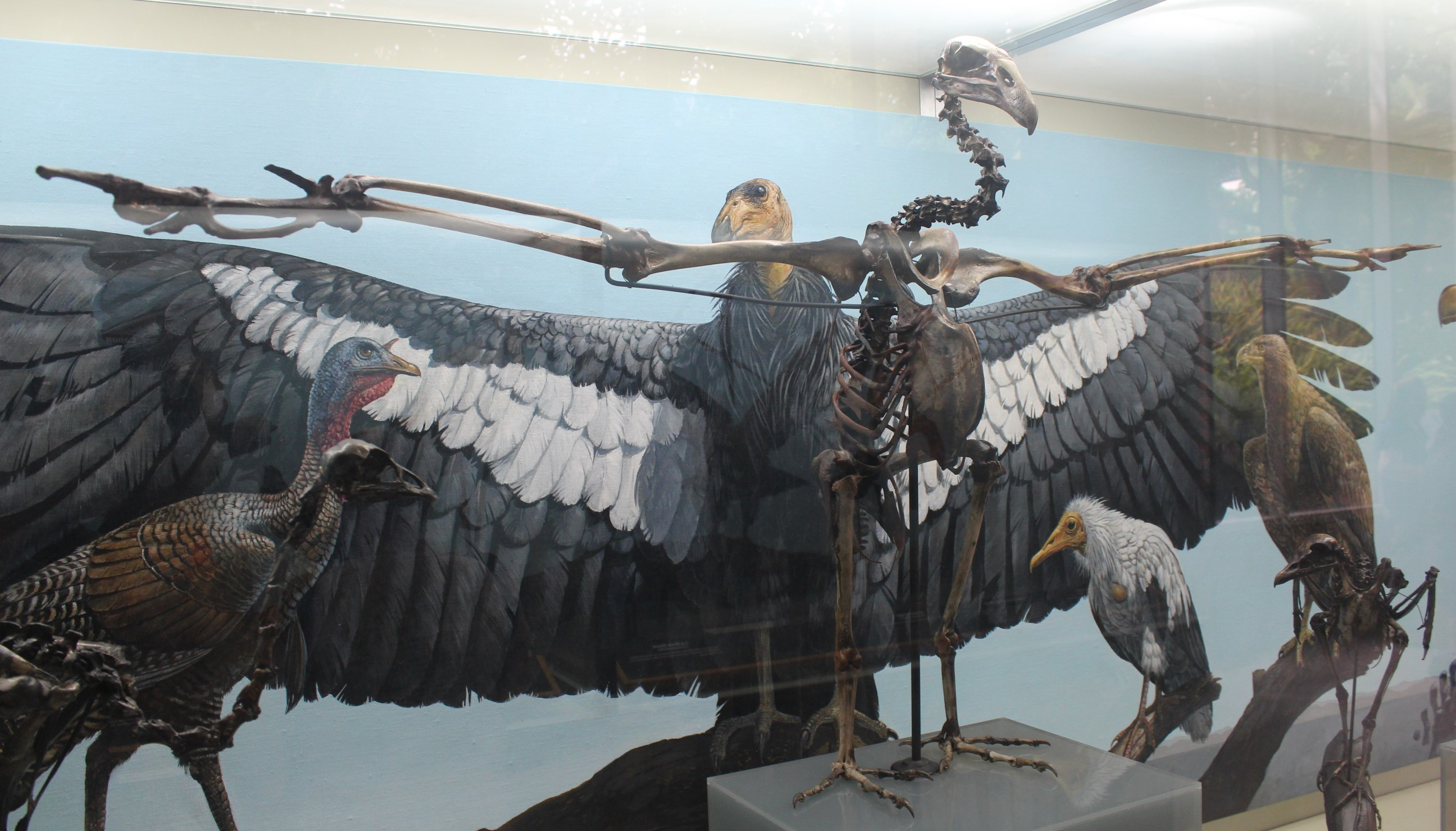
Gymnogyps amplus

Z fosilního záznamu je zřejmé, že druhová diverzita kondorů v Jižní Americe začala od středního miocénu prudce stoupat. Největší druhové rozmanitosti kondoři dosáhli v pliocénu a pleistocénu. Tento dramatický druhový nárůst bývá spojován s rychlou radiací jihoamerické megafauny ve stejném období, což zajistilo savčím a ptačím predátorům i mrchožroutům potřebné zdroje potravy. Na druhou stranu když koncem pleistocénu, někdy v době před 10–20 tisíci lety, došlo k masivnímu vymírání jihoamerické megafauny, jejich predátoři a mrchožrouti vyhynuli společně s nimi. Na americkém kontinentu se jednalo o přibližně 30 druhů savčích predátorů a mrchožroutů, které vyhynuly v důsledku vymizení tamější megafauny. Diverzita kondorů byla snížena z pleistocenních asi 11 rodů na holocenních (současných) 5. K těmto relativně recentně vyhynulým kondorům patří například rod Wingegyps z Brazílie, Pleistovultur rovněž z Brazílie, Pampagyps z Argentiny nebo několik zástupců rodu Gymnogyps.
K fosilním rodům patří:
- Aizenogyps
- Brasilogyps
- Breagyps
- Diatropornis
- Dryornis
- Geronogyps
- Hadrogyps
- Kuntur
- Phasmagyps
- Pleistovultur
- Pliogyps
- Wingegyps

## Výskyt a biotop
Současné druhy kondorů se vyskytují v Jižní, Střední a Severní Americe. K největší druhové diverzitě dochází v neotropické oblasti. Nejrozsáhleší areál výskytu pokrývá kondor krocanovitý, který se vyskytuje od jižní Kanady až po jižní cíp Jižní Ameriky. Naopak výskyt kondora kalifornského je omezen na malé populace v Kalifornii, severní Arizoně a Mexiku, což je nicméně pouze velmi malá část jeho původního areálu výskytu, který se v pleistocénu patrně rozprostíral po většině severoamerického území.
Většina kondorů je stálá nebo částečně tažná; jedinými skutečně tažnými kondory jsou severoamerické poddruhy kondora krocanovitého, které každoročně táhnou na jih. Populace obývající severní oblasti Spojených států a jižní Kanady typicky migrují až do severních oblastí Jižní Ameriky. Během migrace se houfují do hejn o stovkách až tisícovkách jedinců. K tahu dochází pouze podél pevniny, jelikož kondoři k letu potřebují teplé vzdušné proudění, které se nad oceánem netvoří. Při migraci mohou vystoupat až do výšky 6000–7000 m n. m.

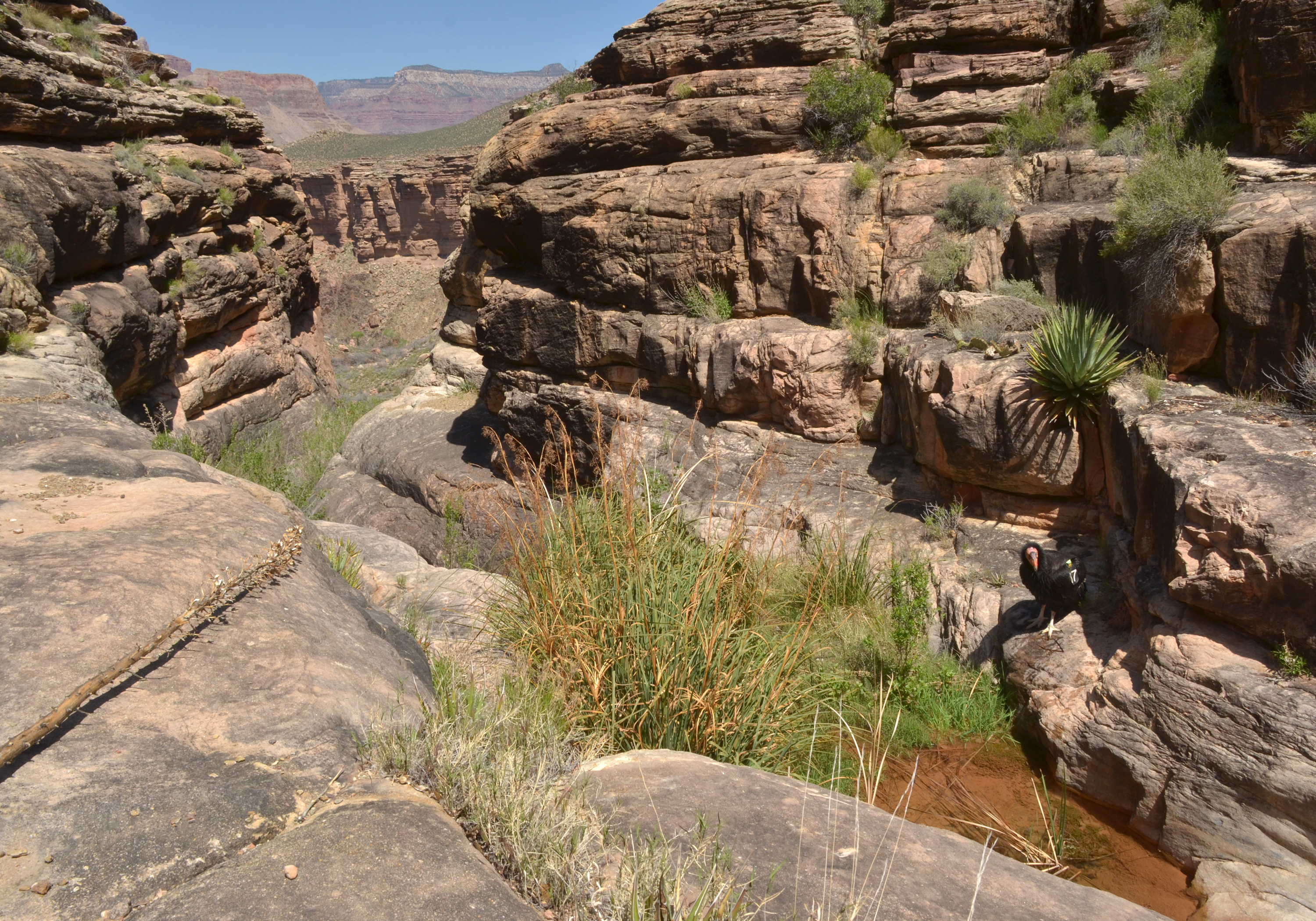
Kondor kalifornský v přirozeném prostředí pouštních kaňonů Kalifornie

Kondoři nejsou ve stanovištích příliš vybíraví a obývají prakticky veškeré oblasti s dostatkem mršin. K těmto biotopům patří mimo jiné tropické deštné lesy, wattové pobřeží, hluboké pouštní kaňony, savany i vysokohorské oblasti And. Výskyt větších druhů kondorů je často vázán na vhodná hřadoviště, ze kterých se mohou dobře rozlétat. Na takových místech se nezřídka shromažďuje velké množství kondorů, kteří stejné hřadoviště využívají rok co rok. Může se jednat o vysoké stromy nebo skalní římsy na strmých útesech.

## Popis a morfologie

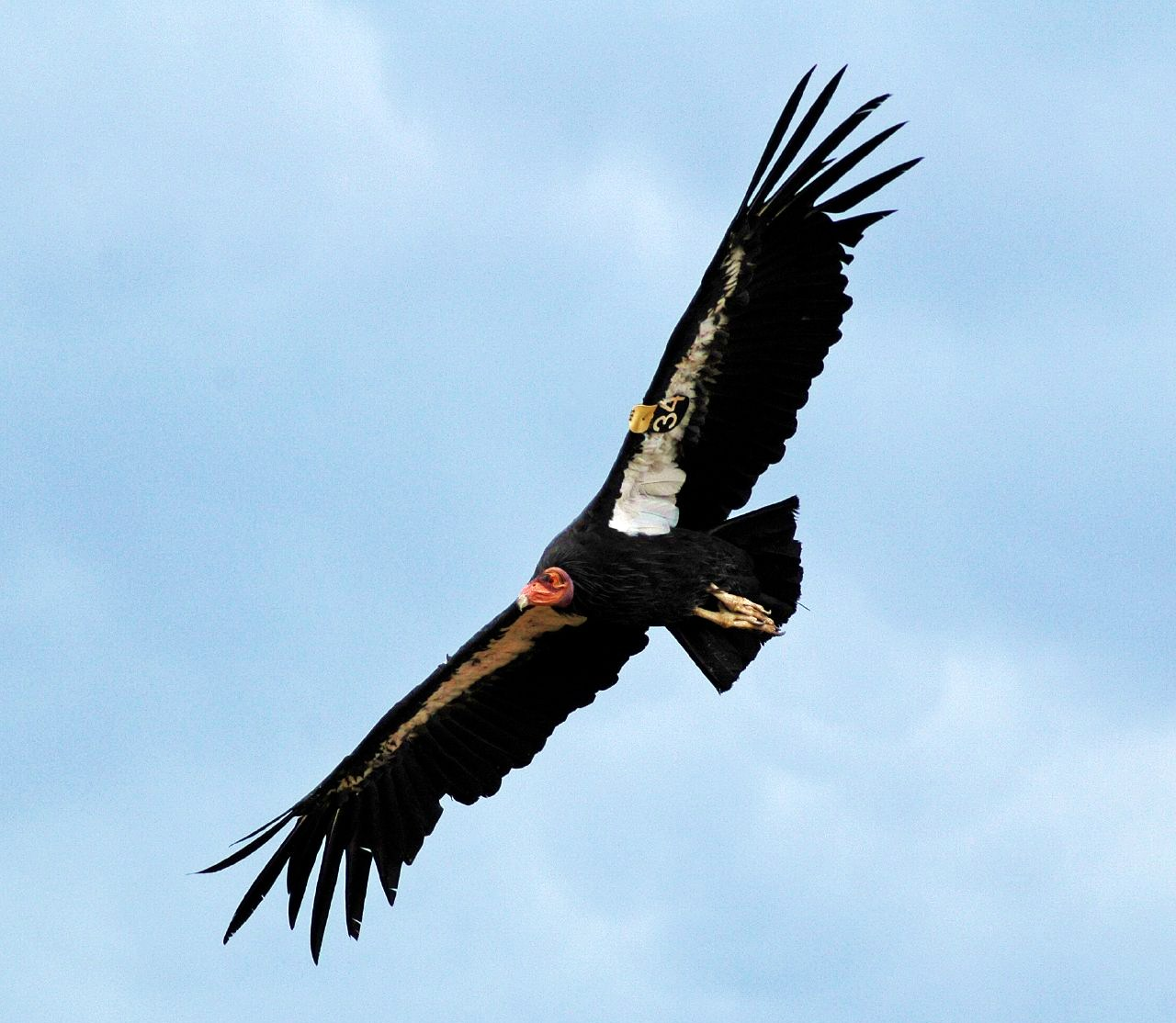
Kondor kalifornský v letu

Kondoři jsou mohutní ptáci, mezi které patří jedni z největších ptáků schopných letu. Nejlehčím zástupcem kondorů je kondor menší, který váží kolem 0,95 kg. Naopak nejtěžším je kondor andský, u něhož samice váží 8,3–10,5 kg a samci asi 10,9–15 kg. Rozpětí křídel kondora andského se pohybuje kolem 2,6–3,2 m. Kondoři mají dobře vyvinutá, mohutná křídla, díky nimž mohou plachtit dlouhé hodiny bez toho, aniž by využívali energeticky náročného třepotavého letu. K plachtění využívají teplých stoupavých vzdušných proudů, na kterých se nejprve nechají vynést do výše, aby se pak rozvážnými krouživými pohyby pomalu snášeli k zemi.

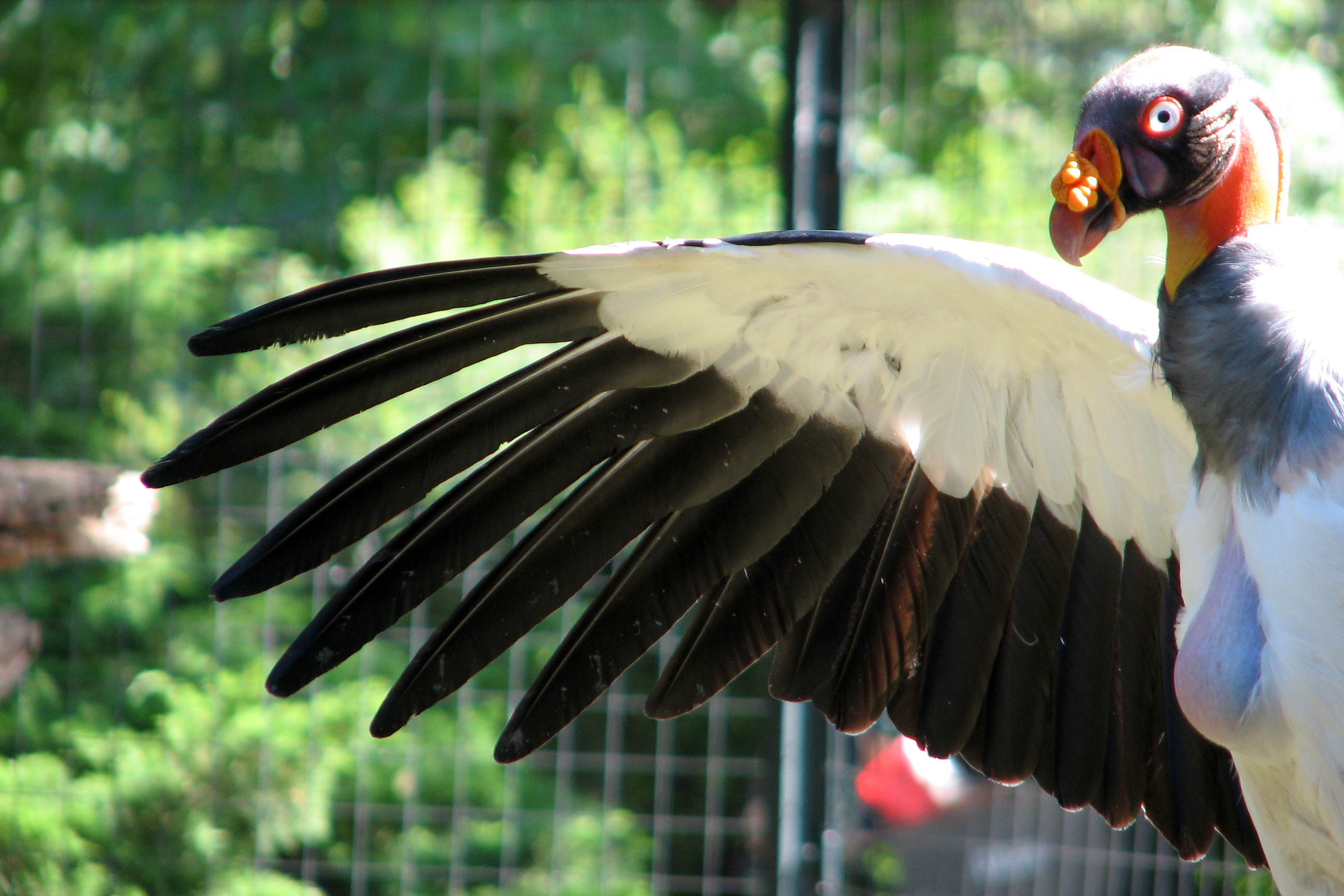
Letky kondora královského (Berlínská zoo)

Míra využívání vzdušných proudů se liší podle druhu, respektive podle míry zatížení křídel neboli váhy těla vzhledem k ploše křídel. Zatímco menší druhy z rodu Cathartes jsou lehké (0,9–1,5 kg), jejich křídla jsou relativně velká, což jim umožňuje využívat i těch nejmenších vzdušných proudů a pohybovat se tak relativně těsně nad zemí. Naproti tomu takový kondor havranovitý má vzhledem ke své váze 2 kg pouze krátká křídla, takže pokud zrovna nenalezne silné teplé stoupavé proudy, v letu si pomáhá třepotáním křídel. V rovinaté krajině může mít kondor havranovitý dokonce problém vzlétnout a musí počkat na východ slunce, kdy sluneční paprsky rozehřejí půdu a začnou se tvořit teplé stoupavé větry. Předpokládá se, že potřeba vzdušných proudů pro vzlet u největších druhů (kondor andský a kalifornský) limitovala možnosti jejich expanze do oblastí bez silných vzdušných proudů. K udržování kvalitního peří se kondoři často sluní, což pomáhá s podporou keratinu v peří a k obnově tvaru letek. Ke slunění dochází hlavně zrána, nezřídka i krátce po přistání. Ranní slunění kondorům pomáhá i se zvýšením tělesné teploty, což je jeden z efektivních způsobů termoregulace a šetření s energií.

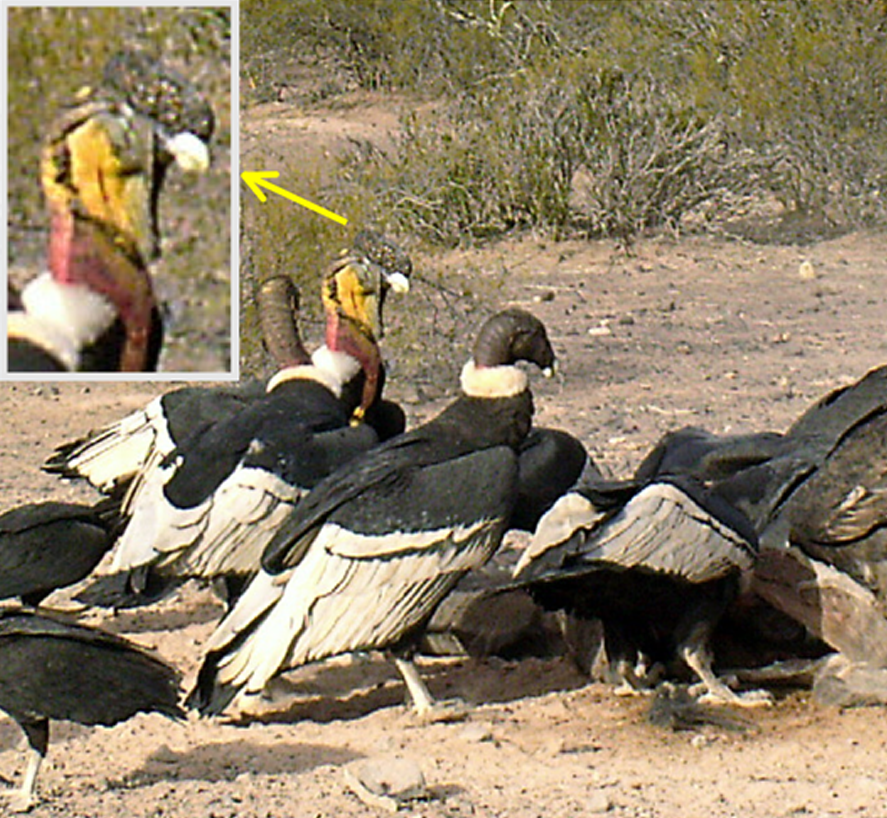
Kondor andský při krmení na mršině; jeden ze samců zbarvuje svou hlavu do žluta, aby tak ukázal svou dominanci

Zobák kondorů je velký, mírně hákovitý a s ostrými hranami, takže je dobře uzpůsoben k trhání masa. Pro kondory je typické, že jejich nosní dutiny nejsou rozděleny přepážkou, takže přes nosní dírky umístěné na horním zobáku lze vidět skrze zobák. Hlava a krk jsou neopeřené, takže prosvítá holá kůže nápadných barev. Tyto neopeřené části hlavy jsou, podobně jako u supů, adaptací na mrchožravost. Kondoři tak mohou vsunout hlavu hluboko dovnitř mršiny, aniž by si ušpinili peří od krve. Hlavu nicméně zastrkává do mršin pravidelně pouze kondor kalifornský, havranovitý a andský. Holá kůže pomáhá i s termoregulací – tato neopeřená místa obsahují hustou změť cév, které odvádějí z těla přebytečné teplo. Hlavně u kondora královského a andského jsou na hlavě kožovité útvary, které zvyšují plochu odkryté kůže, čímž umocňují termoregulační efekt neopeřených oblastí. Holá kůže funguje i jako komunikační prostředek. Slouží k rozpoznávání jednotlivců mezi sebou, k námluvám, zobrazení hrozby nebo dominance mezi dospělci. Intenzitu zbarvení mohou kondoři kontrolovat stažením cév. Kůže nabírá různých barev pouze u dospělců; u nedospělých jedinců bývá černá nebo tmavě šedá. Některé druhy mají vzdušné vaky, které při nafouknutí umocňují vizuální efekt pestrobarevné kůže hlavy a krku. Vzdušné vaky jsou nejlépe vyvinuty u kondora kalifornského, který je používá u námluv.

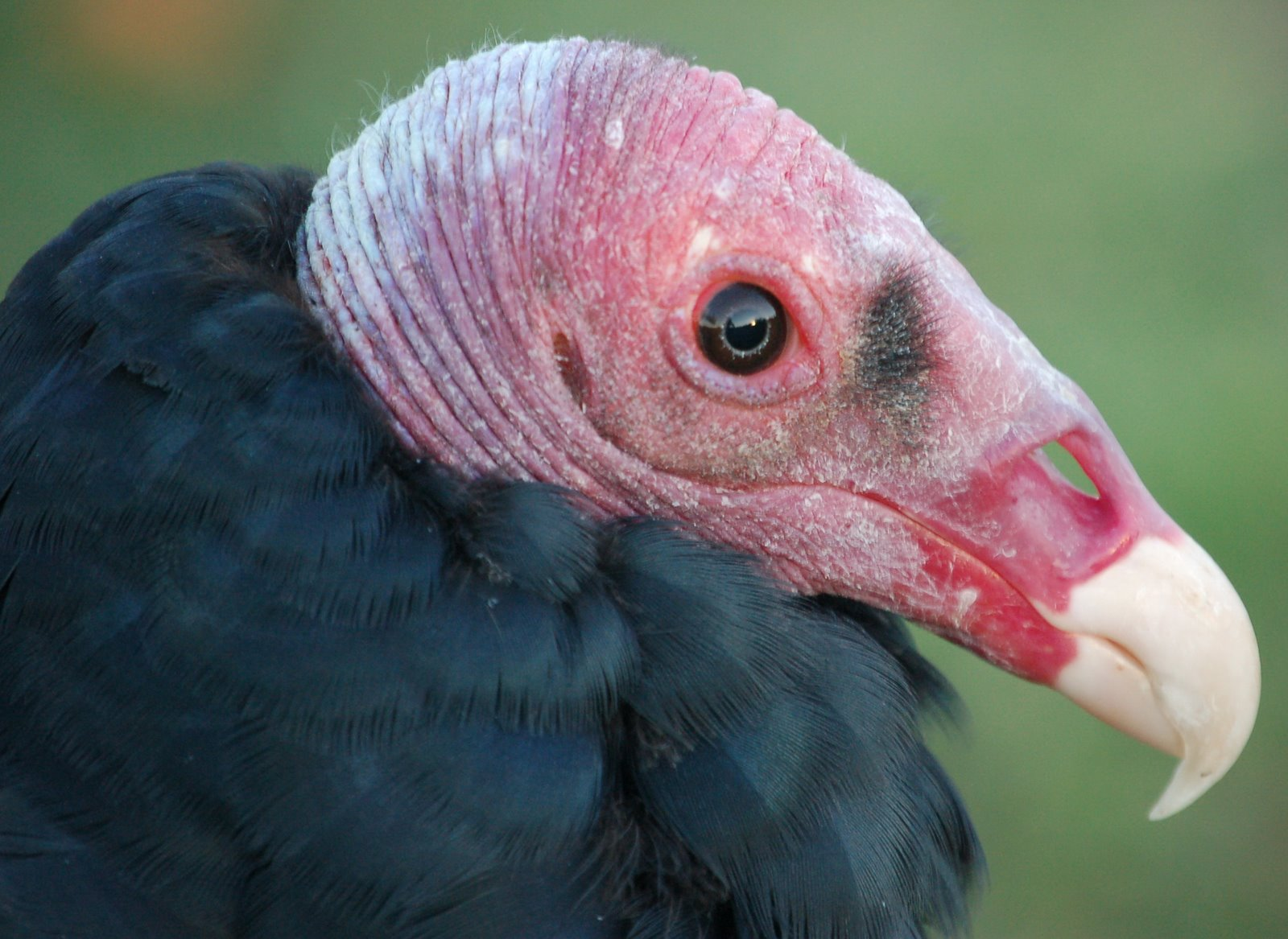
Hlava kondora krocanovitého s patrnými velkými nosními dírkami, skrze které lze vidět

Opeření je u většiny druhů tmavé, pouze kondor královský je z větší části bílý. Některé druhy mají krční límec z prodloužených per. Opeření nedospělých jedinců je vždy o něco bledší než u dospělců. K přepeřování dochází postupně během několika let. Většina kondorů je pohlavně jednotvárná, avšak u kondora andského se vyvinula nápadná pohlavní dvojtvárnost v hmotnosti (samci jsou asi o třetinu těžší než samice) i vzhledu (samec kondora andského má na hlavě kožovitý hřeben). Nohy s pařáty jsou dobře vyvinuté, avšak nejsou tak silné jako u supů. Mezi prsty kondorů se nachází krátké blány, což slouží ke zpomalení letu během přistávání. Co se týče hlasových projevů, kondoři mají pouze rudimentární zpěvné ústrojí (syrinx), avšak i přesto dokáží vydávat různé typy vrčení, chrčení a syčení.

## Biologie

### Chování

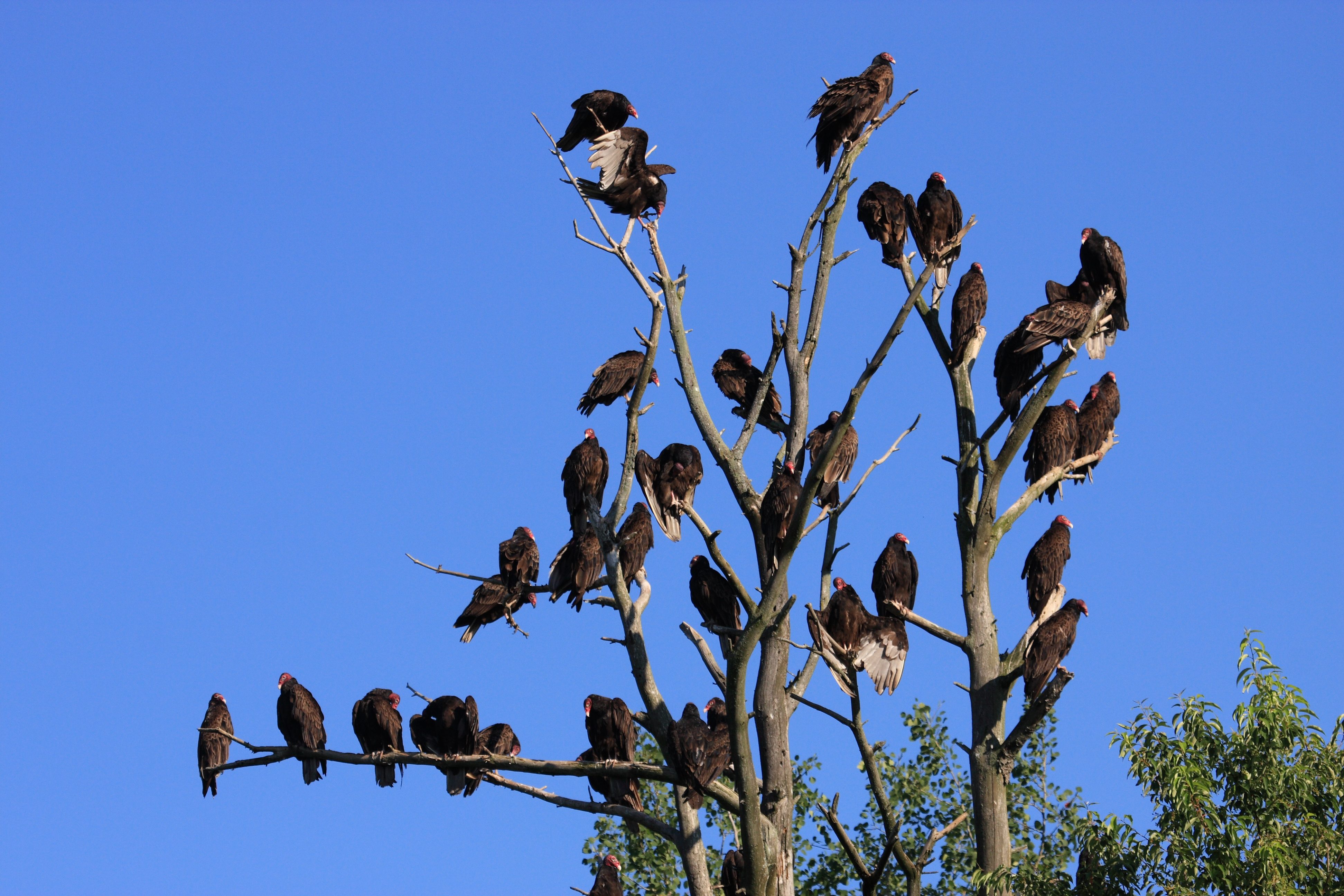
Hřadovací strom kondorů krocanovitých (Quebec, Kanada)

Kondoři jsou vysoce sociální ptáci, kteří hřadují na společných stanovištích o desítkách, stovkách až tisících jedincích. Typický denní režim vypadá tak, že se kondoři vzbudí s prvními slunečními paprsky. Natočí se směrem ke slunci a nechají si vyhřát letky a těla. V pozdním ránu, kdy teplota roste a začnou vznikat stoupavé vzdušné proudy, se kondoři rozletí hledat potravu. V rozsáhlých rozestupech začnou kroužit nad krajinou. Jakmile jeden z kondorů najde kořist, upraví svůj letový vzorec, který patrně slouží jako signál ostatním kondorům, že došlo k nálezu potravního zdroje. Za nedlouho tak může nad kořistí kroužit velké množství kondorů, často i různých druhů, které obyčejnĕ nalákají k mršině i jiné druhy predátorů a mrchožroutů. Hlavně u kondora havranovitého může u předvídatelných zdrojů potravy, jako jsou smetiště, docházet k tvorbě hejn o tisíci jedincích.

### Potrava

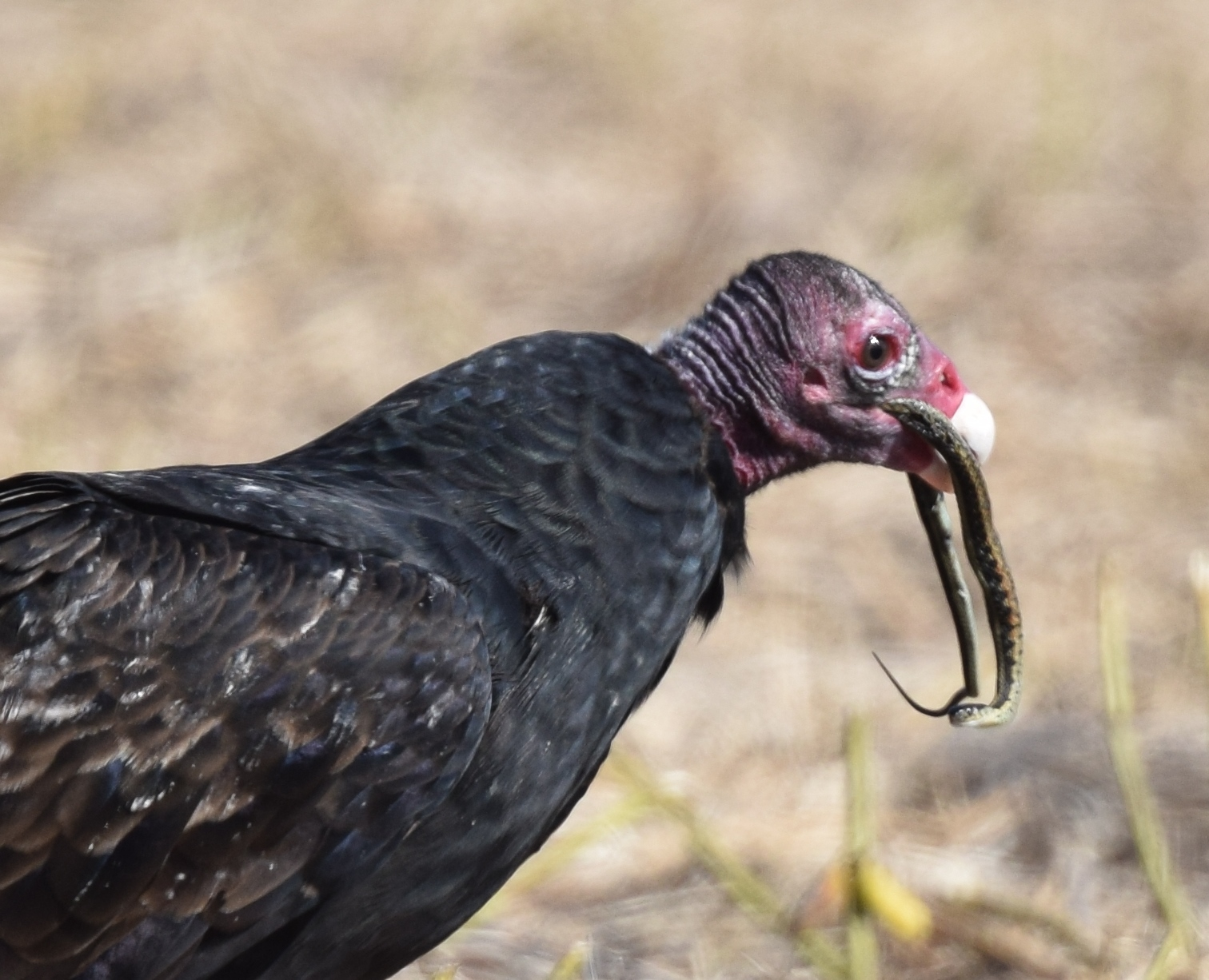
Kondor krocanovitý při požírání živého hada

Kondoři se živí primárně mršinami. Preferují relativně čerstvě uhynulé živočichy, vyloženě shnilé maso nepožívají vůbec. Z mršiny vyžerou veškerou měkkou tkáň, jako jsou svalovina, tuk, šlachy, vnitřnosti a kůže. I když starší maso uhynulých zvířat obsahuje řadu bakteriálních jedů, které by řadu jiných živočichů usmrtily, kondoři dovedou mršiny strávit díky extrémně kyselému prostředí žaludku, kde většina škodlivých bakterií uhyne. Svou roli při zažívání může hrát i zvláštní složení mikrobioty zažívacího systému, kterému dominují bakterie z kladů Fusobacteria a Clostridia, jež jsou u jiných živočichů spojovány s vážnými nemocemi i hromadnými úhyny.

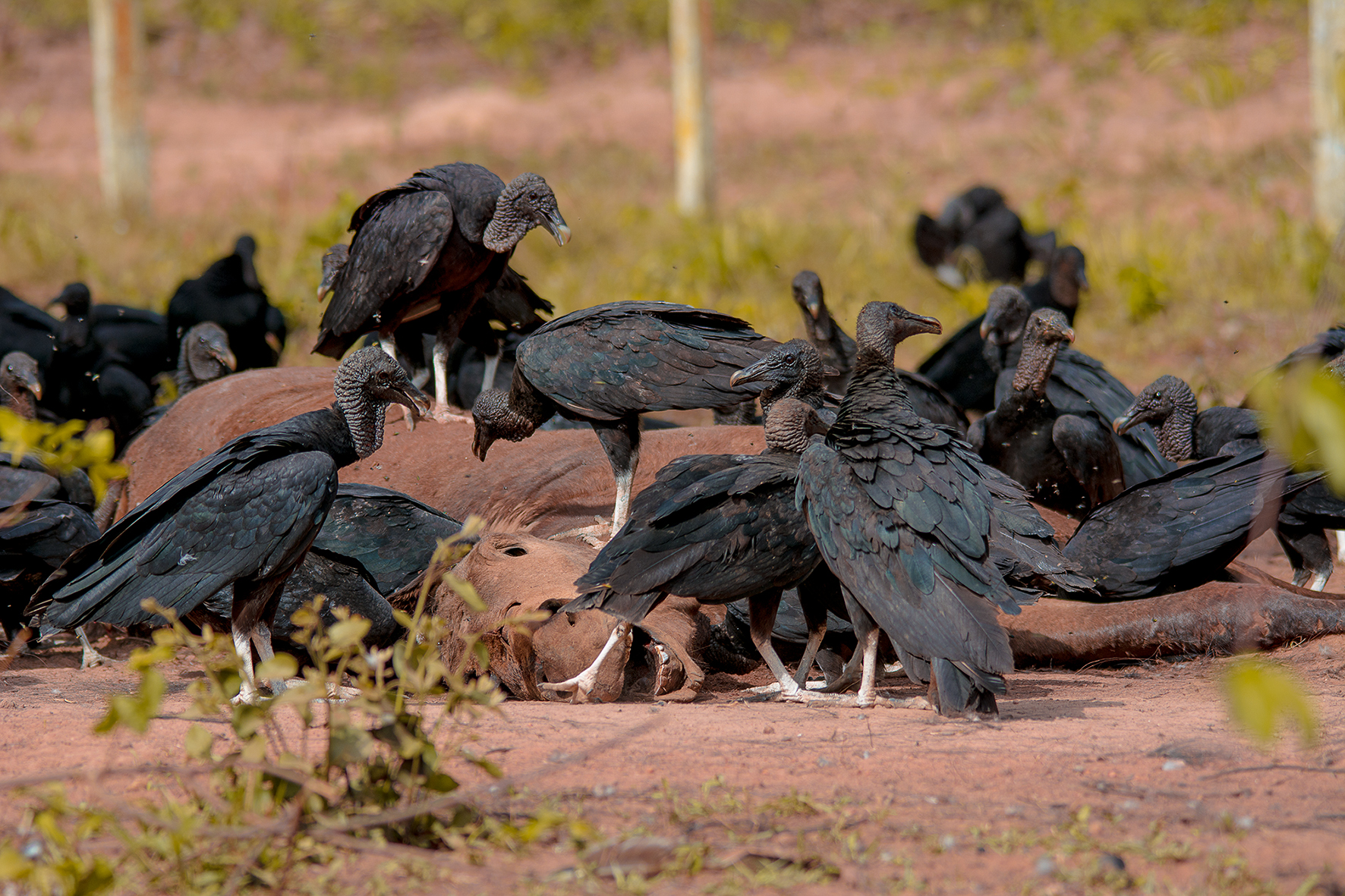
Hejno havranů krocanovitých u mršiny

Zatímco větší druhy kondorů jsou zcela závislé na mršinách větších živočichů, menší kondoři jako Cathartes sp. občas uloví malé obratlovce, větší hmyz, novorozená mláďata dobytka nebo mláďata mořských želv. Větší druhy kondorů bývají u mršin dominantními druhy a typicky se neshromažďují u mršin v takových počtech, jako menší druhy kondorů. Menší kondoři se u mršin drží zkrátka a zpravidla jen požírají kusy mršiny, které upadly větším druhům mrchožroutů, nebo ohlodávají kosti poté, co s nimi větší druhy mrchožroutů skončily. Větší druhy kondorů dokáží vyvinout velké množství síly pro trhání masa v jakékoliv části zdechliny. Menší kondoři jsou slabší a jsou odkázáni na přirozené měkké vstupy do těla, jako jsou oči, ústa, uši nebo anální otvor, kudy se proklovou k měkkým vnitřnostem. V případě potřeby si kondoři mohou přidržet maso silnýma nohama, a zobákem trhají maso tahem vzhůru. Na druhou stranu mohou ostrou špičku zobáku využít k vyždibování těch nejmenších částí šlach a kůže z komplikovaného pletence kostí, takže nakonec na mršině zbudou jen holé kosti.

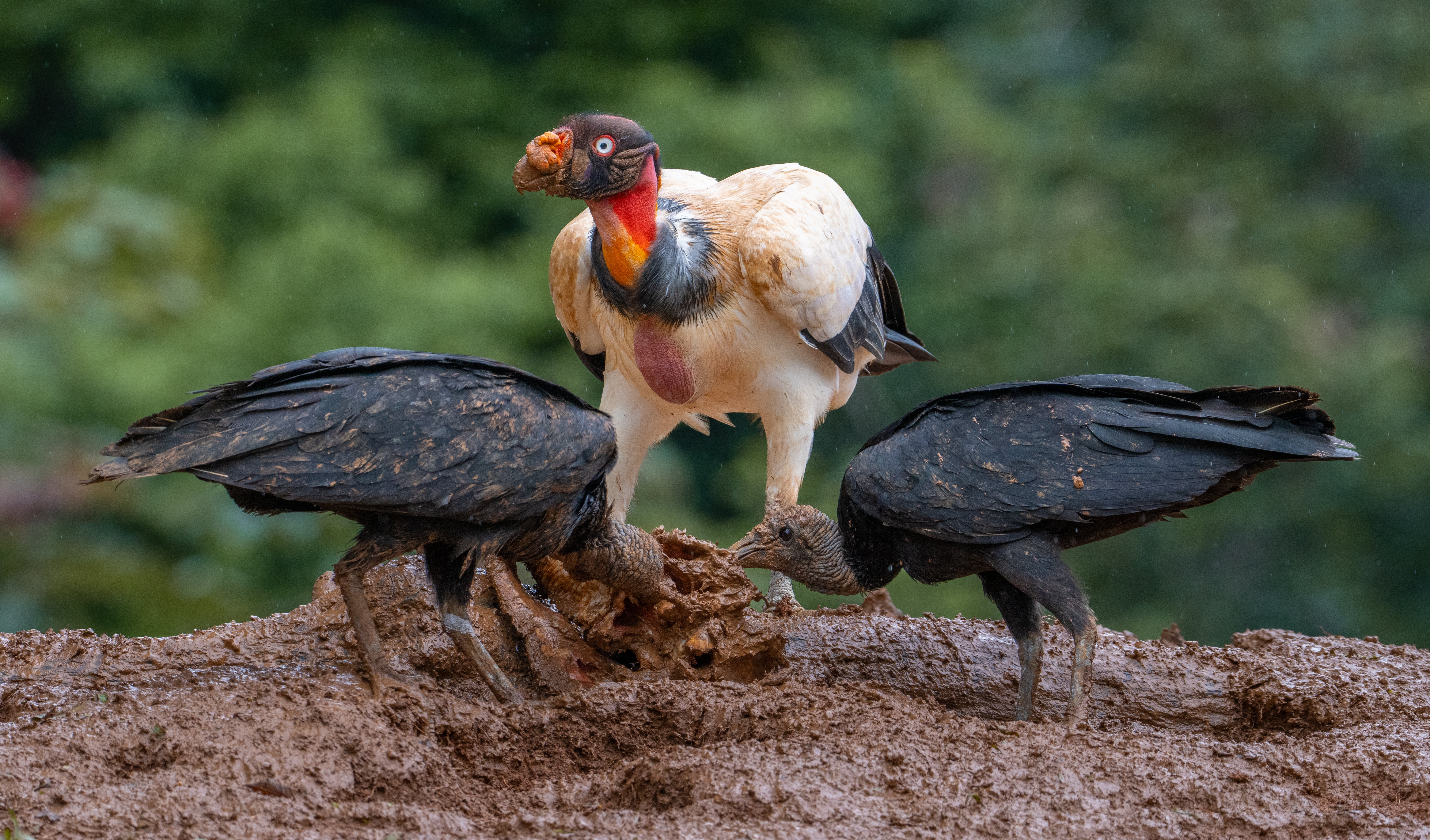
Kondor královský s dvojicí kondorů havranovitých na mršině

V případě hojnosti potravy kondoři mohou sežrat velké množství masa najednou, tzv. do zásoby. Občas se přežerou tak, že mají problém vzlétnout a musí několik hodin vyčkat, až jim trochu vytráví. Kondoři takto maximálně využívají aktuální potravní zdroj, protože si nemohou být jisti, kdy naleznou další. V případě ohrožení mohou část potravy vyvrhnout a takto odlehčeni odletět. K ukládání potravy slouží prostorné vole, což je rozpínavý vak předcházející žaludku. V případě naplnění se vole roztáhne a jeho pestře zbarvená kůže je dobře viditelná pod hrdlem, což slouží jako signál ostatním kondorům o míře nažranosti, respektive nalezení kořisti. Menší druhy kondorů mohou bez potravy vydržet i dva týdny, ty větší druhy snad až kolem 6 týdnů.

### Rozmnožování

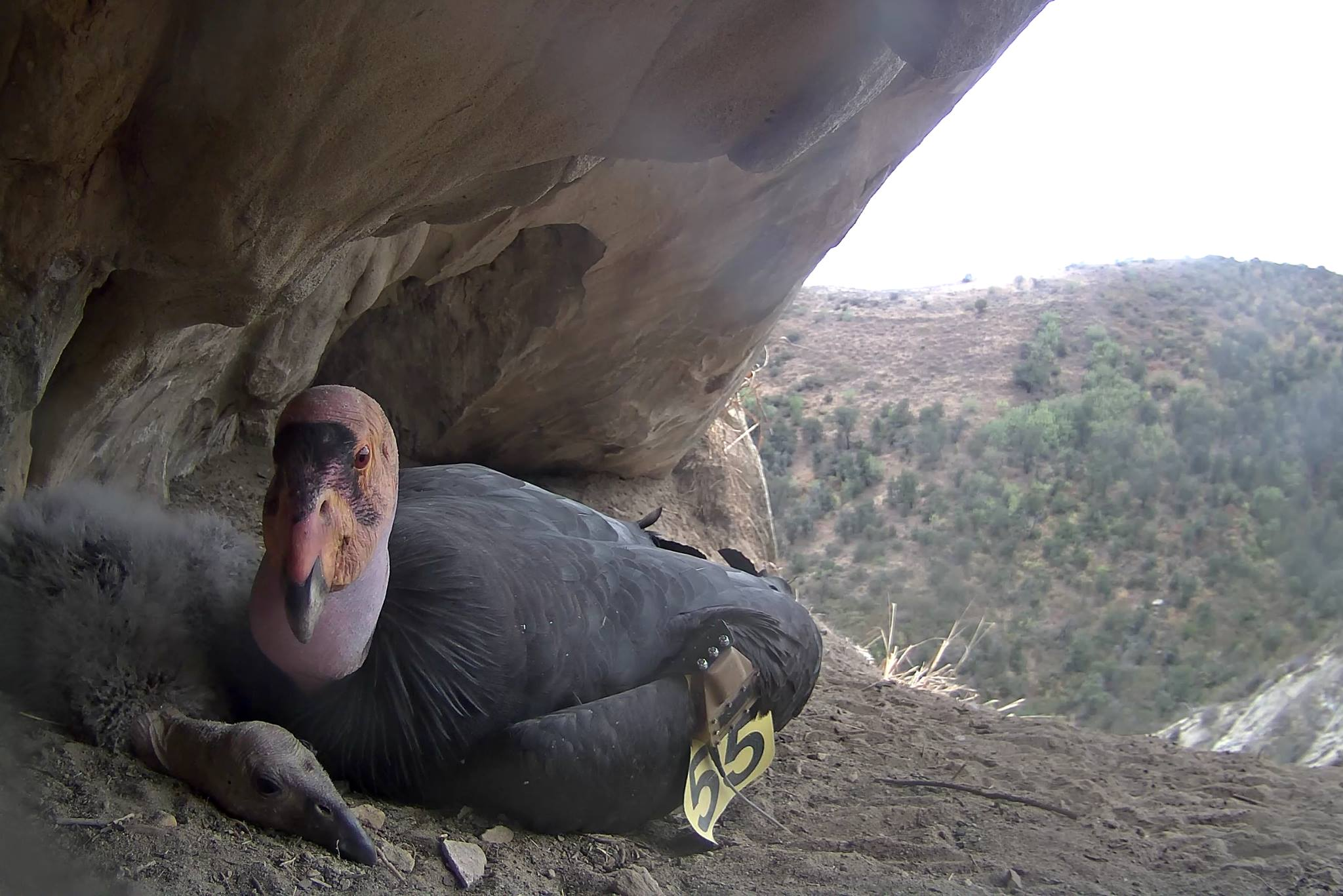
Kondor kalifornský na hnízdě

Hnízdění je u kondorů prozkoumáno jen chabě. Znalosti chybí hlavně u některých jihoamerických druhů. Kondoři utváří monogamní páry se sdílenou rodičovskou péčí. Spárování u kondorů bývá celoživotní, nicméně v případě opakovaného selhání vyvedení mláďat se partnerské pouto může rozpadnout. Koloniální hnízdění zaznamenáno nebylo, avšak kondoři někdy mohou hnízdit relativně blízko u sebe. Kondoři si nestaví hnízda, vejce kladou přímo na zem v hustých houštinách, mezi balvany, v jeskyních, do prostorných stromových dutin a případně do opuštěných hnízd jiných dravých ptáků. Samice větších druhů typicky kladou jen jedno vejce, u menších druhů to bývají dvě. Oba partneři sedí na vejcích po dobu kolem 40–55 dní, po kterých se narodí kondoří mládě obalené prachovým peřím. Mládě bývá vykrmováno oběma rodiči pomocí zpětného vyvržení potravy až do doby prvního letu, který nastává po několika (až šesti) měsících. I po tomto období však hlavně větší druhy kondorů zůstávají v blízkosti rodičů po dalších několik měsíců. Pohlavní dospělost nastává u menších druhů kolem tří let, u větších druhů až kolem šesti let.

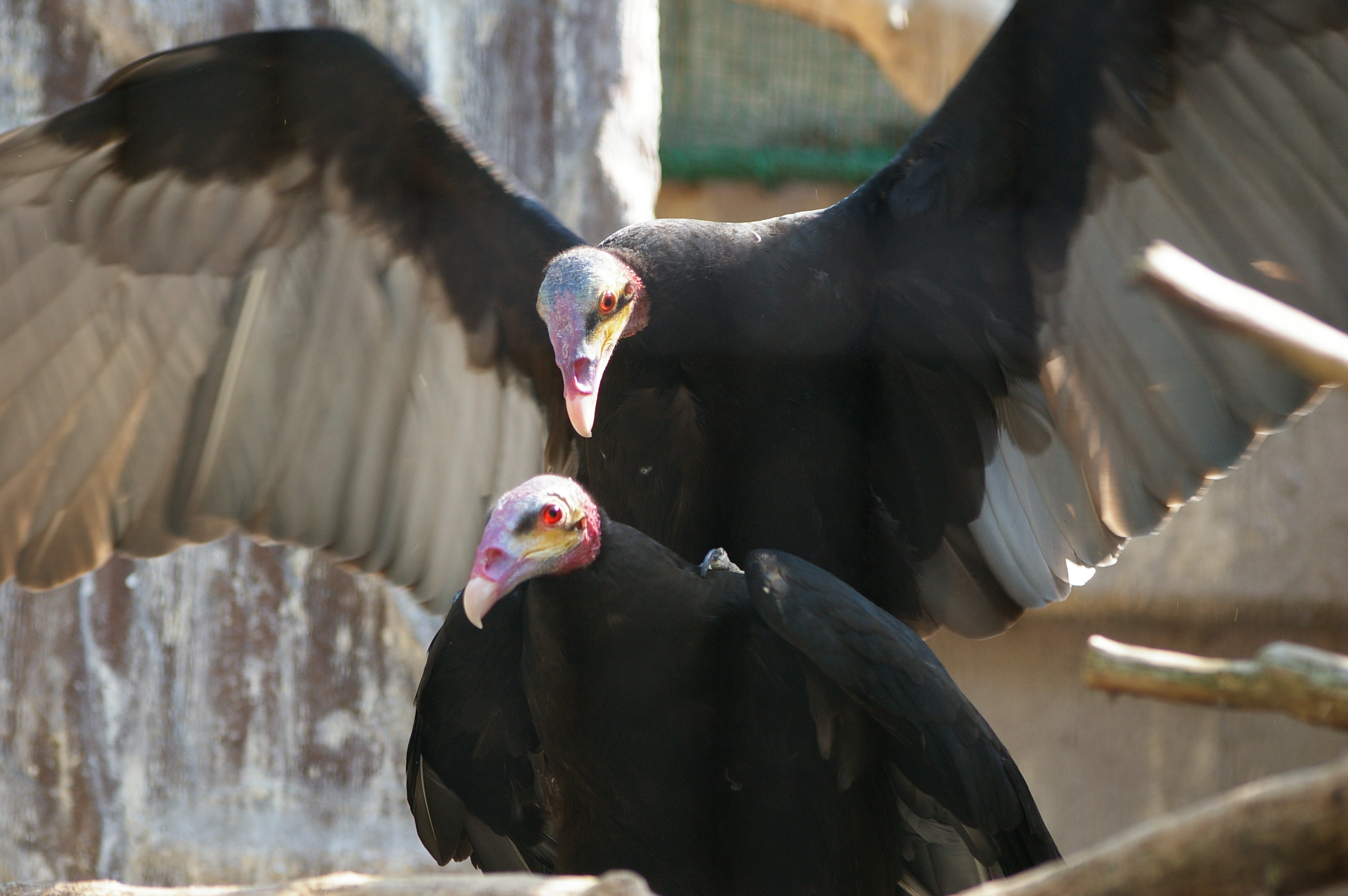
Kondor menší při páření

I přes obří velikost kondorů je nejčastějším selháním hnízdění predace. Kondoři totiž nemají příliš dobře vyvinuté obranné mechanismy vůči hnízdním predátorům a i u takových velkých druhů, jako je kondor kalifornský, patří mezi nejčastější hnízdní plenitele tak malí ptáci jako krkavcovití. Jednou z protipredátorských strategií kondorů je nenápadný příchod a odchod z hnízda a hlavně odporně páchnoucí bezprostřední okolí hnízda, které patrně slouží jako forma odrazení predátorů.

### Smysly

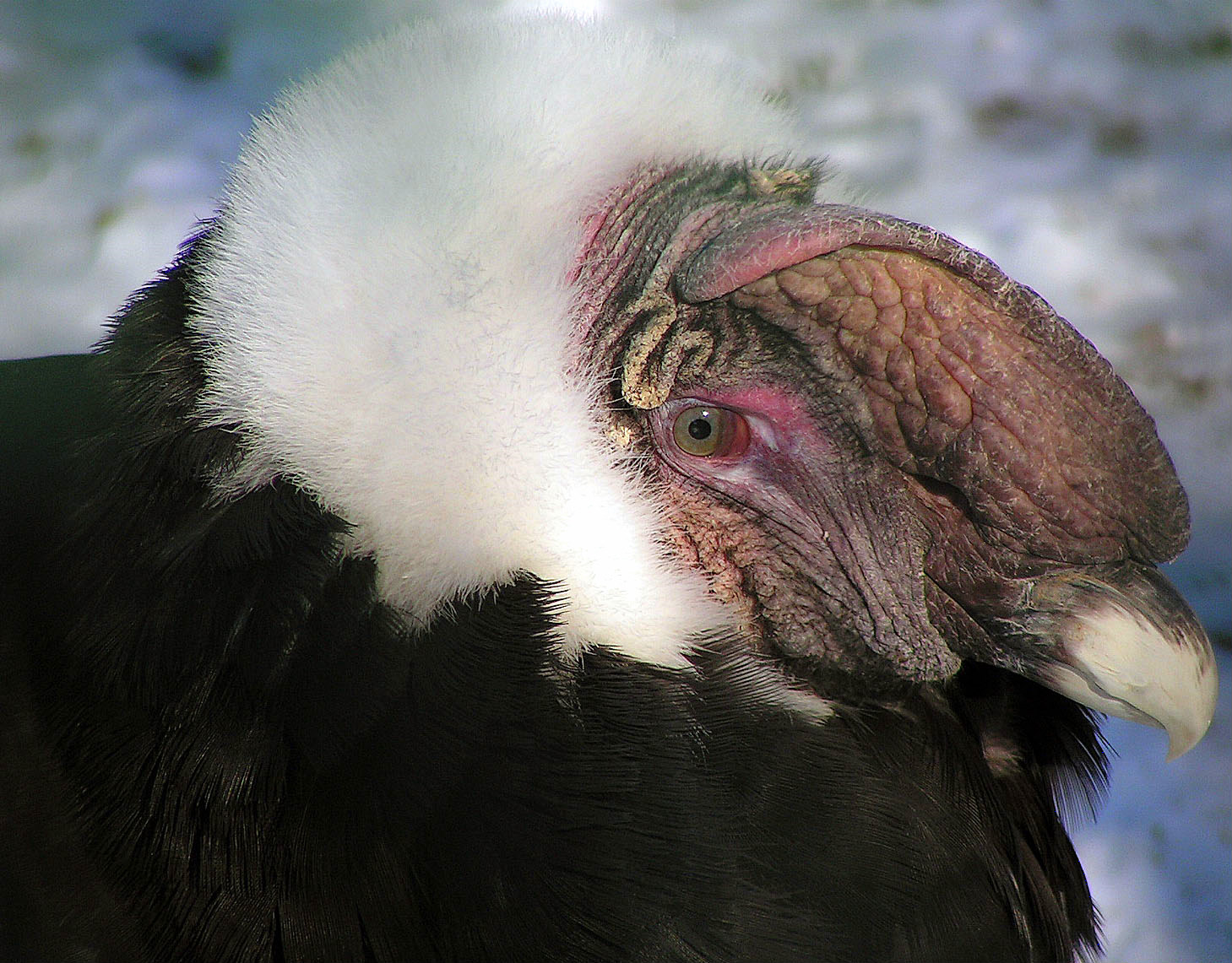
Kondor andský s viditelným velkým bílým péřovým límcem a kožovitým hřebenem

Kondoři mají velmi dobrý čich, což jim umožňuje osidlovat i hustě zalesněné biotopy, kde se nedají mršiny hledat pouze s pomocí zraku. V tom se liší od supů, kteří obývají převážně otevřenou krajinu, kde mršiny hledají s pomocí zraku. Experimenty s kondorem krocanovitým ukázaly, že při nejmenším některé druhy kondorů mohou potravu nalézt čistě na základě čichu. Kondor krocanovitý má dokonce absolutně největší čichový bulbus mezi všemi ptáky a jeho čichový bulbus je čtyřikrát větší s dvojnásobným množstvím mitrálních buněk než u kondora havranovitého.
Velmi dobrý čich mají hlavně druhy obývající lesnatou krajinu, jako je kondor krocanovitý nebo Cathartes sp., u kterých je čich v lokalizaci mršiny klíčovým smyslem. Ve starších zdrojích se uvádí, že některé druhy, jako kondor havranovitý, nemají čich dobře vyvinut nebo dokonce čich zcela postrádají, takže se v zalesněných habitatech naučily spoléhat v lokalizaci potravy na jiné druhy kondorů (hlavně Cathartes sp.) s dobře vyvinutým čichem, které je k mršině navedou. Modernější výzkumy nicméně ukazují, že i druhy jako kondor havranovitý mají dobře vyvinutý čich. Některé druhy kondorů mohou ucítit mršinu i na vzdálenost kolem dvou kilometrů.

## Vztah k lidem

### Ohrožení

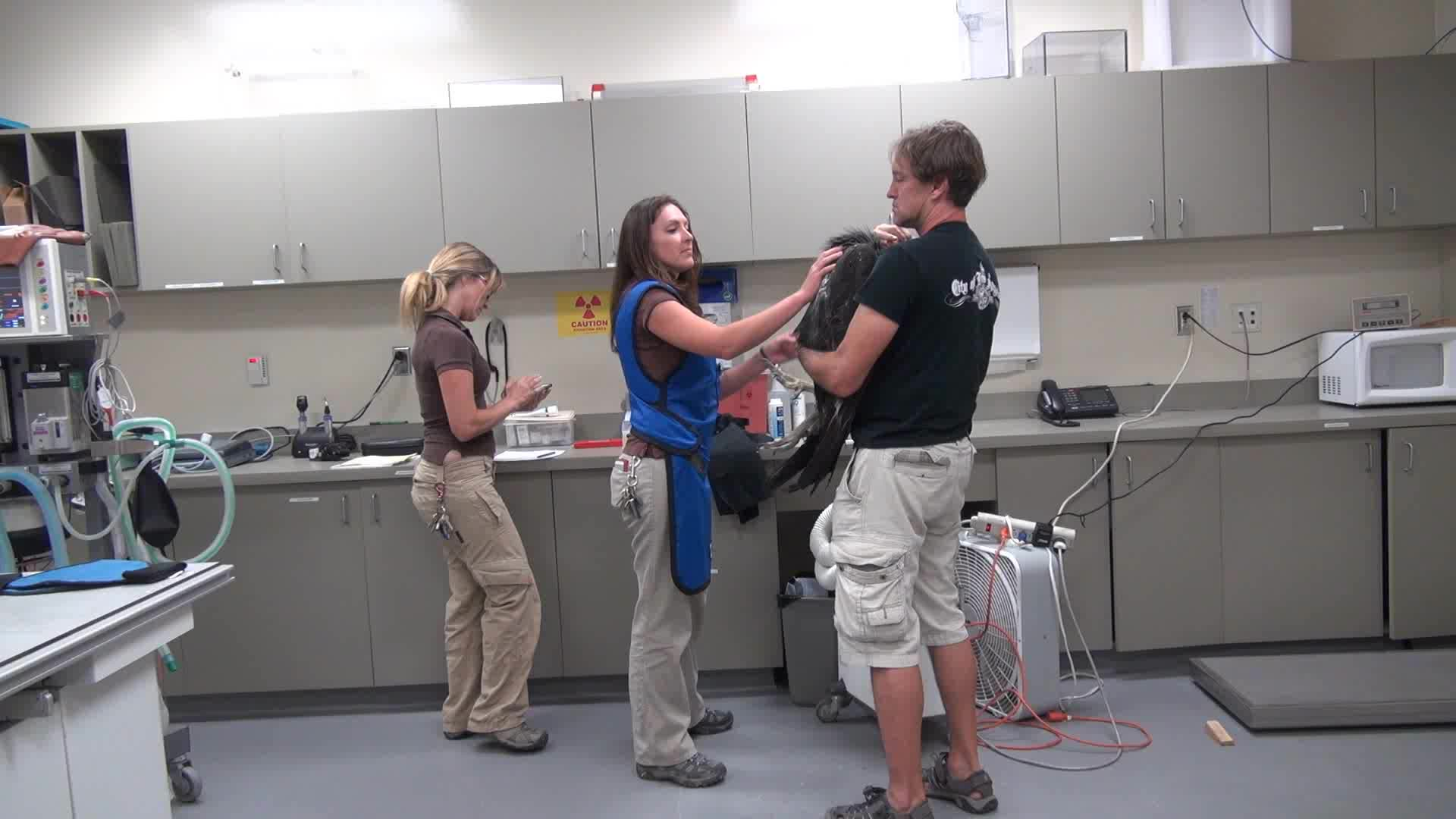
Ošetřování kondora kalifornského po otravě olovem v losangeleské zoo

Většina kondorů není ve vážném ohrožení, avšak kondor andský je hodnocen jako zranitelný taxon a kondor kalifornský dokonce jako kriticky ohrožený. Populace kondora kalifornského v divoké přírodě v 80. letech 20. století klesla na posledních 22 jedinců, načež byla tato zbytková populace odlovena a vzata do zajetí, kde došlo k intenzivnímu odchovu. Dramatický pokles populace měly na svědomí hlavně otravy olovem po pozření jelenů a dalších zdechlin odstřelených olovnatými broky. Od 90. let začali být kondoři kalifornští vypouštěni znovu do divoké přírody a dnes jsou volně žijící populace zabydleny v Kalifornii, Arizoně i Mexiku. Kondor andský se vedle otrav olovem potýká i se sekundárními otravami po pozření otrávených zvířat.
Coby vrcholoví predátoři jsou kondoři náchylní k hromadění toxických látek v těle, které pocházejí z pesticidů, znečištění životního prostředí těžkými kovy aj. Tyto látky se do kondořích těl dostávají skrze potravní řetězec. K lovu kondorů dochází jen zřídka; typicky se jedná o farmáře pronásledující kondory v domnění, že jim loví hospodářská zvířata, nebo neuvážený sportovní lov. Menší ohrožení představují i dráty a sloupy vysokého napětí, do kterých mohou kondoři narazit v letu, resp. utrpět elektrický šok při posedu na nich.

### Odkaz v kultuře

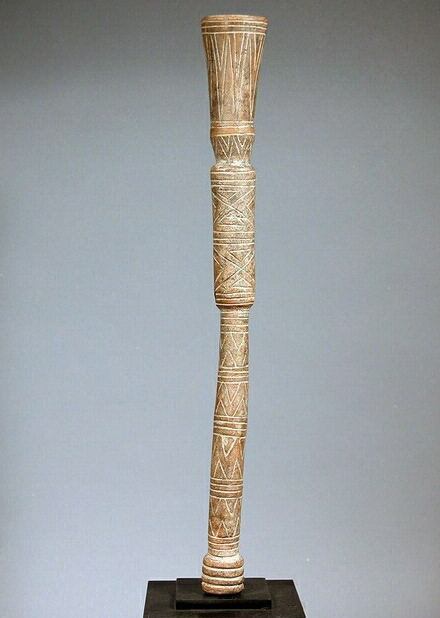
Píšťala z kondoří kosti (2.–5. století, Kolumbie)

Kondoři hrají významnou roli v mnoha tradičních kulturách. Díky svému jídelníčku a zvyku odstraňovat z krajiny zdechliny jsou často spojováni se spiritualitou, pohřebními rituály a přechodem duší mezi životem a smrtí. Z kultur předkolumbovské Ameriky z oblasti And se dochovalo velké množství předmětů s vyobrazením kondorů, ke kterým patří keramické nádoby, textilie a řezbářské výrobky. Kondor je vyobrazen i na jednom z obrazců na planině Nazca. Kmeny severoamerických Indiánů běžně obětovávali kondory kalifornské s cílem přenosu kondoří síly do vykonavatelů oběti. Řada ceremoniálních rituálů severoamerických Indiánů zahrnovala čapky nebo pásky ozdobené kondořím peřím. Z kostí se vyřezávaly píšťalky a o významu kondorů v představách severoamerických Indiánů hovoří i dochované vyobrazení kondorů na skalách.
V moderních dobách jsou kondoři vnímáni poněkud jinak. Spíše než se smrtí a spiritualitou jsou spojováni s užitečností očisty krajiny od zdechlin a spíše než obdivováni jsou v krajině tolerováni. Zobrazení kondorů je přítomno na státních znacích Bolívie, Kolumbie, Chile a Ekvádoru a kondor dodnes utváří důležitou součást identity obyvatelů And.

Kondor na státních znacích
Kolumbie
Chile
Ekvádor
Bolívie